# Bastubacken, Västerås kommun
Bastubacken är ett gravfält i Tortuna socken i Västmanland. I samband med byggnationen av Mälarbanan undersöktes här åren 1993-94 71 gravar från äldre romersk järnålder, ca 1-150 e.Kr. På platsen fanns tre sedan tidigare kända gravar (runda stensättningar) på en mindre åkerholme söder om järnvägen. Vid de arkeologiska utredningarna och förundersökningarna konstaterades att det fanns överplöjda gravar i åkermarken på järnvägens norra sida. Efter att ploglagret banats av påträffades 30 skelettgravar och 41 brandgravar inom arbetsytan. I några av brandgravarna hittades kremerade rester efter mer än en individ. Det totala antalet gravlagda i de undersökta gravarna uppgår därför till 81.

## Skelettgravar
De flesta av skeletten låg i utsträckt ryggläge med raka armar utmed kroppens sidor i nord-sydlig riktning med skallen i norr. I flera fall låg de i vällagda stenkistor av kantställda stenblock med lock av sten. I en grav hade man återanvänt ett skålgropsblock från bronsåldern. Tre av skelettgravarna uppvisade spår efter att ha blivit plundrade under förhistorisk tid.

## Brandgravar
Brandgravarna bestod av mindre gropar i vilka de kremerade benen hade deponerats. I vissa fall hade benen samlats i en benbehållare, i andra fall låg de spridda i gropens fyllning.

## Barngravar
Ett förhållandevist stort antal barn hade gravlagts på Bastubacken. Av de 81 individer som identifierades var inte mindre än 26 barn. Nio av dem återfanns i brandgravar tillsammans med en vuxen person, i ett fall fanns två barn tillsammans med en vuxen individ. Gravgåvor var mindre vanligt förekommande i barngravarna.

## Föremålen i gravarna
Vid undersökningen hittades bland annat fem fibulor, sju remsöljor, tre par sporrar, två svärd, två lansspetsar, en sköldbuckla, femton knivar, fjorton kammar samt rester efter keramikkärl och hartstätade svepaskar. 